# جامعة إقليم سبأ
جامعة إقليم سبأ هي جامعة حكومية يمنية حديثة تقع في محافظة مأرب شرق الجمهورية اليمنية. تأسست في عام 2016 بموجب القرار الجمهوري رقم (145).

## النشأة
كانت الجامعة قبل 2016 عبارة عن كلية تابعة لجامعة صنعاء، والتي تأسست في 18 نوفمبر 2006 بموجب قرار رئيس مجلس الوزراء رقم (249) بإنشاء كلية التربية والآداب والعلوم بمحافظة مأرب تتبع جامعة صنعاء.

## الكليات
منذ تأسيس الجامعة أفتتحت عدد من الكليات الجديدة.
| ت  | الكليات                                            | تاريخ الإنشاء | المصدر |
| -- | -------------------------------------------------- | ------------- | ------ |
| 1  | كلية التربية والعلوم                               | 2006م         |        |
| 2  | كلية العلوم الإدارية والمالية                      | 2016م         |        |
| 3  | كلية الشريعة والقانون                              | 2016م         |        |
| 4  | كلية تكنولوجيا المعلومات وعلوم الحاسوب.            | 2016م         |        |
| 5  | كلية التربية والعلوم الإنسانية والتطبيقية - الجوف. | 2017م         |        |
| 6  | مركز التطوير الأكاديمي وضمان الجودة                | 2018م         |        |
| 7  | مركز الدراسات والبحوث                              | 2018م         |        |
| 8  | مركز اللغات والترجمة                               | 2019م         |        |
| 9  | كلية الطب                                          | 2020م         | [ 3 ]  |
| 10 | كلية الآداب والعلوم الإنسانية                      | 2021م         |        |

## المراكز
- مركز التطوير الأكاديمي وضمان الجودة
- مركز الدراسات البحوث
- مركز اللغات والترجمة

## وصلات خارجية
موقع الجامعة الإلكتروني